# Comic Sonic
「Comic Sonic」（コミック・ソニック）は、the pillowsの33枚目のシングル。2011年6月8日にavex traxから発売された。

## 概要
前作「TABASCO DISCO」から約4ヶ月ぶりのリリースであり、2011年2作目のシングル。
表題曲「Comic Sonic」は、テレビアニメ『SKET DANCE』のエンディングテーマとして使用されている。また、テレビアニメの主題歌として起用されるのは30枚目のシングル「Rodeo star mate」以来。楽曲自体は、「青春」をテーマにしている。また、楽曲製作時には『SKET DANCE』の単行本を読み感情移入を行いながら製作に取り掛かったので、自分だけでは創造できない新しいタイプの詞になったと山中は語っている。
初回生産限定盤、通常盤の2種リリースであり、前者には表題曲「Comic Sonic」のPVが収録されたDVDが同梱されている。作詞、作曲は既存の楽曲と同様に山中さわおが、編曲はグループ自身が手掛けている。
2011年6月20日付のオリコン週間シングルチャートで19位を獲得。初動売上は0.6万枚であり、前作「TABASCO DISCO」から約0.1万枚減少した。また、2011年6月20日付のBillboard Hot 100で22位、Billboard Hot Singles Salesで20位、Billboard Hot Animationで2位、2011年6月18日放送分のCOUNT DOWN TVで21位を獲得した。

## 批評
hotexpressの山本純は、近年のthe pillowsの楽曲とは違うタイプの楽曲であり、音楽に出会った初期衝動の雰囲気が醸し出されているバンドサウンドになっており、既存の楽曲にある「虹」というフレーズが入っておりグループの原点を意識した作品になっていると批評した。
CDジャーナルは、「パワフルリズム、メロディが交差するロックチューンであり、ポップ、ソリッドのギターサウンドが展開されている。ありきたりに終始しないバランス感覚に懐の深さが感じられる。カップリング曲はほろ苦い余韻が残るミディアムテンポの曲。」と批評した。

## 収録曲
（作詞・作曲：山中さわお、編曲：the pillows）
1. Comic Sonic [2:54]
  - テレビアニメ『SKET DANCE』エンディングテーマ
2. Good Bye Present [3:50]
  - BeeTV『モテキ』エンディングテーマ